# Слепые (пьеса)
«Слепы́е» — пьеса Мориса Метерлинка, одно из классических произведений символизма. Впервые опубликована в 1890 году. На русский язык переведена Н. М. Минским, опубликована в 1894 году в журнале «Северный вестник» с предисловием переводчика, раскрывающим новаторский символический характер произведения.
Пьеса была упомянута в числе значимых произведений Метерлинка во вступительном слове секретаря Шведской академии при вручении Нобелевской премии по литературе за 1911 год..

## Действующие лица
- Священник.
- Первый слепорожденный.
- Второй слепорожденный.
- Третий слепорожденный.
- Самый старый слепой.
- Пятый слепой.
- Шестой слепой.
- Три слепые старухи, погружённые в молитву.
- Самая старая слепая.
- Юная слепая.
- Слепая помешанная.

## Сюжет
Действие происходит в «старом-старом, первобытном северном лесу под высоким звёздным небом». На небольшом расстоянии, не касаясь друг друга, сидят шесть слепых мужчин и шесть слепых женщин. Одна из женщин (слепая помешанная) держит на коленях грудного ребёнка. Рядом с ними, прислонившись к высокому дубу, сидит «в мёртвой неподвижности» пожилой священник. Вокруг растут «высокие кладбищенские деревья — тисы,  плакучие  ивы,  кипарисы», недалеко от священника цветут асфодели.
Слепые обсуждают, где они находятся и куда ушёл их проводник-священник. Из обсуждения следует, что они находятся на острове, где есть также река, и на другом её берегу стоит приют, куда когда-то свезли слепых. Однако сами найти дорогу в приют они не могут. Временами слышен гул моря, шорох листьев, шелест птичьих крыльев; эти звуки пугают слепых. Юная слепая слышит запах цветов, и один из мужчин на ощупь пробирается к ним и срывает несколько асфоделей.
Раздаются шаги, и к слепым подходит собака. Это собака из приюта, и они надеются, что она приведёт их туда. Однако собака подводит слепого к священнику, и тот понимает, что священник мёртв. Слепые в отчаянии и спорят о том, что им теперь делать. Начинает падать снег. Ребёнок кричит. Юная слепая слышит приближающиеся шаги и говорит, что только ребёнок может видеть, кто идёт. Она приподнимает ребёнка. Кто-то приближается к слепым вплотную. В финале «раздаётся отчаянный крик ребёнка».

## Критика
Переводчик пьесы Н. Минский писал о том, что в ней мы видим «философскую символику, облеченную в самую простую, ясную форму»: изображение слепых, оставшихся без проводника, «символически изображает судьбу человечества, которое затеряно на этой земле среди бесконечных пространств, подобно острову среди океана»:
Океан символизирует в то же время и смерть. Единственным проводником слепого человечества была до сих пор вера, но вот и она умерла, и труп её коченеет в нашем же сердце, объятом безвыходным ужасом в ожидании смерти. Вглядываясь в подробности трагедии, мы откроем целую сеть символов, которые в одно и то же время и углубляют содержание и несколько вредят художественному впечатлению, заставляя искать и догадываться. Каждый из слепых изображает известную сторону жизни: Молодая Слепая — искусство и красоту, Помешанная — вдохновение, её Ребёнок, единственный зрячий в этой толпе слепых, — новый, зарождающийся мистицизм, маяк на берегу острова — чистую науку и т. д. Фигурирует также собака, которой Метерлинк, как известно, уделяет огромную роль в истории человеческого прогресса, как единственному живому существу на земле, заключившему с человеком договор дружбы. Трагедия заканчивается вопросом. Слепые слышат чьи-то шаги, зрячий ребёнок плачет. Чьи это шаги? — смерти или новой богини, призванной заменить умершую веру?
Литературовед И. Д. Никифорова отмечает, что в пьесе «воспроизведены не люди лицом к лицу с решающими моментами их жизненного пути, а аллегория человеческого существования», причём формулируемая Метерлинком в пьесе концепция бытия близка философии экзистенциализма: 
Касаясь недостоверности сведений человека о действительности, о его положении в мире, среди других людей («я полагаю, что я около вас», — говорит один слепой другому), наконец, о самом себе («мы не знаем, что мы такое»), Метерлинк приходит к мысли о разобщённости людей: «Можно сказать, что мы неизменно одиноки». Связывал этих людей, объединял и направлял лишь поводырь-священник; но его уже нет среди них, и слепые все более проникаются безотчётным ужасом; в финале пьесы они слышат шаги: некто приблизился и остановился рядом. «Смилуйтесь над нами» — эта заключительная реплика старой слепой подытоживает для Метерлинка в пьесе весь опыт человечества.

## Постановки
Премьера спектакля по пьесе прошла 7 (по другим данным, 11) декабря 1891 года в «Театре искусства», основанном Полем Фором. Этот спектакль стал последним для театра.
В России пьеса поставлена на сцене в Художественном театре в 1904 году: она была представлена на открытии сезона вместе с двумя другими одноактными пьесами Метерлинка, «Непрошеная» и «Там, внутри».